# Buk lesní Ignaze Röslera
Buk lesní Ignaze Röslera je památný strom, červenolistá forma buku lesního (Fagus sylvatica) v Mikulášovicích v okrese Děčín v Ústeckém kraji. Strom byl vysazen kolem roku 1900 v zahradě vily čp. 915 a je tak dokladem dřívější typické úpravy zahrad továrních vil. Výška dosahuje 24 metrů a obvod 312 centimetrů. Název dostal podle mikulášovického továrníka a podnikatele Ignaze Röslera (1765–1837), který vybudoval a vlastnil vedlejší nožířskou továrnu. Strom byl však vysazen přibližně šest desítek let po jeho smrti.

## Stromy v okolí
- Javor klen v Mikulášovicích